# Joel Roth
Joel Roth (* 8. Januar 1999) ist ein Schweizer Mountainbiker, der im Cross-Country aktiv ist.

## Sportlicher Werdegang
Als Junior stand Roth bei den UCI-Mountainbike-Weltmeisterschaften 2017 als Zweiter im Cross-Country (XCO) erstmals auf dem Podium eines Einzelwettbewerbs. Mit der Schweizer Staffel gewann er zudem den Staffelwettbewerb bei den Weltmeisterschaften und den Europameisterschaften. Die Staffelerfolge konnte er 2019 wiederholen.
2020 hatte Roth eine erfolgreiche Saison. Er wurde erstmals Schweizer Meister der U23 und Europameister in Monte Tamaro, bei den Weltmeisterschaften in Leogang gewann er die Bronzemedaille.
In der Saisonvorbereitung 2021 probierte sich Roth auch im Cyclocross und auf der Strasse aus, sein Hauptaugenmerk gilt aber dem Cross-Country. Im UCI-Mountainbike-Weltcup der U23 beendete er alle Rennen unter den Top 4 und wurde Dritter in der U23-Gesamtwertung. Bei den Europameisterschaften sicherte er sich erneut den Titel in der U23, und auch bei den Weltmeisterschaften in Val di Sole gewann er erneut die Bronzemedaille in der U23.
In der Saison 2022 startete Roth erstmals in der Elite. Der jeweils zehnte Platz zum Weltcup-Finale 2022 in Val di Sole sowie in Les Gets 2023 sind seine bisher besten Ergebnisse im Weltcup.

## Erfolge
2017
- Weltmeisterschaften (Junioren) – Cross-Country XCO
- Weltmeister – Staffel XCR
- Europameister – Staffel XCR

2019
- Weltmeister – Staffel XCR
- Europameister – Staffel XCR

2020
- Weltmeisterschaften (U23) – Cross-Country XCO
- Europameister (U23) – Cross-Country XCO
- Schweizer Meister (U23) – Cross-Country XCO

2021
- Weltmeisterschaften (U23) – Cross-Country XCO
- Europameister (U23) – Cross-Country XCO